# Golf in Nepal
De golfsport werd in Nepal geïntroduceerd in het begin van de 20ste eeuw door reizigers die in Schotland waren geweest.

## Nepal Golffederatie
In 1984 werd de Nepal Golf Association opgericht.

### Nepal Amateur
In mei 2003 vond het eerste Nepal Amateur Open plaats. Het wordt steeds gespeeld op de Gokarna Forest Golf Club, de enige 18 holesbaan in Nepal. In 2014 werd de vierde editie gespeeld. Winnaars van dit toernooi werden onder meer:
Surya Nepal Amateur Golf Championship
- 2003: ?
- 2009:  Mithun Perera (278, −10)[1]

Surya Nepal Amateur
- 2013:  Trishul Chinnappa (220, par)[2]

CMS Nepal Amateur
- 2014:  Dechen Ugyen (219, −1)[3]

## Nepal PGA
In 1994 was de eerste editie van het Surya Nepal Masters. In 1998 werd de Kathmandu Nepal Professional Golfers Association opgericht. In het begin had deze 18 leden. Sinds 2007 maakt dit deel uit van de PGTI Tour maakt. In 2008 werd besloten een nationale golftour op te richten.

## Golfbanen

### Royal Nepal Golf Club
De eerste golfbaan in Nepal was de Gauchar Golf Club in Gaucharan, in 1917 opgericht door Generaal Kiran Shunsher, die de sport in Schotland had gezien. Deze eerste golfbaan in Nepal had 'browns', d.w.z. greens die bestonden uit zand vermengd met olie. Koning Tribhuvan en prins Basundhara speelden ook golf. 

Toen het ernaast gelegen vliegveld werd uitgebreid, moest de golfbaan ingekort worden.  Op 5 september 1965 kreeg de club het predicaat Koninklijk van koning Mahendra, de zoon van Tribhuvan, waarna de naam van de club veranderde in de Royal Nepal Golf Club (RNGC) en Prins Basundra president werd van de club. De leden waren veelal buitenlanders en leden van de Shah en Rana-families. Toen het vliegveld in 1982 weer werd uitgebreid, verdween de golfbaan.
In 1983 kreeg de Royal Nepal andere grond toegewezen.  Ze begonnen met het aanleggen van zes par-3 holes. Een jaar later kwamen er twee par 3-holes en een par 4-hole bij. In 1986 kregen ze meer grond zodat er eindelijk een volledige 9 holesbaan kwam. In 1988 werden alle greens gemoderniseerd met gebruik van Bermudagras.

### Gokarna Forest Golf Club
In 1984 werd er een nieuwe club opgericht, de Gokarna Safari Golf Club. De 9 holesbaan had bruine greens. De club sloot weer in 1993. Drie jaar later werd de Gokarna Forest Golf Club geopend. Het was de eerste 18 holesbaan in Nepal. Het baanrecord is 62 en dateert uit mei 2008. Het werd gevestigd tijdens de Surya Nepal Masters.

### Andere golfbanen
Eind 60'er jaren werd de eerste golfbaan met groene greens aangelegd. Het betrof de 9 holesbaan van de Dharan Golf Club. Na het verdwijnen van de Royal Nepal, was dit de enige golfbaan in de Kathmandu-vallei. Vanaf dat jaar ontwikkelde golf zich in een sneller tempo en kwamen er meer banen met 9 holes.  In 2000 werd de Bafal Drivingrange geopend maar in 2004 werd deze weer gesloten. In 2002 werd de eerste besloten club geopend.
In 2014 kent Nepal ook de volgende clubs:
- Army Golf Course, 9 holes, niet openbaar, 1998, Kathmandu
- Nirvana Country Club, voorheen Dharan Golf Club uit 1958, 9 holes, 2001, Dharan
- Himalayan Golf Course, 9 holes, 1994, Pokhara
- Fulbari Resort (Yeti Golf Club), 9 holes, dubbele tees, Pokhara. De  Green Canyon Country Club heet sinds 2002 Annapurna Golf Club
- Nirvana Country Club, 9 holes, Oost Nepal